# Simning vid olympiska sommarspelen 1932
Simningen vid olympiska sommarspelen 1932 i Los Angeles bestod av elva grenar, sex för män och fem för kvinnor, och hölls mellan den 6 och 13 augusti 1932 i Los Angeles Swimming Stadium. Antalet deltagare var 128 tävlande från 20 länder.

## Medaljfördelning
| Pl. | Nation         | Guld | Silver | Brons | Totalt |
| --- | -------------- | ---- | ------ | ----- | ------ |
| 1   | Japan          | 5    | 5      | 2     | 12     |
| 2   | USA            | 5    | 2      | 3     | 10     |
| 3   | Australien     | 1    | 1      | 0     | 2      |
| 4   | Nederländerna  | 0    | 2      | 0     | 2      |
| 5   | Frankrike      | 0    | 1      | 0     | 1      |
| 6   | Storbritannien | 0    | 0      | 2     | 2      |
| 7   | Danmark        | 0    | 0      | 1     | 1      |
| 7   | Filippinerna   | 0    | 0      | 1     | 1      |
| 7   | Sydafrika      | 0    | 0      | 1     | 1      |
| 7   | Ungern         | 0    | 0      | 1     | 1      |

## Medaljörer

### Damer
| Gren                         | Guld                                                           | Silver                                                                  | Brons                                                               |
| 100 m frisim Detaljer...     | Helene Madison USA                                             | Willy den Ouden Nederländerna                                           | Eleanor Saville USA                                                 |
| 400 m frisim Detaljer...     | Helene Madison USA                                             | Lenore Kight USA                                                        | Jenny Maakal Sydafrika                                              |
| 100 m ryggsim Detaljer...    | Eleanor Holm USA                                               | Bonnie Mealing Australien                                               | Valerie Davies Storbritannien                                       |
| 200 m bröstsim Detaljer...   | Clare Dennis Australien                                        | Hideko Maehata Japan                                                    | Else Jacobsen Danmark                                               |
| 4 x 100 m frisim Detaljer... | USA Helen Johns Helene Madison Josephine McKim Eleanor Saville | Nederländerna Corrie Laddé Willy den Ouden Puck Oversloot Maria Vierdag | Storbritannien Joyce Cooper Valerie Davies Edna Hughes Helen Varcoe |

### Herrar
| Gren                         | Guld                                                                  | Silver                                                       | Brons                                                            |
| 100 m frisim Detaljer...     | Yasuji Miyazaki Japan                                                 | Tatsugo Kawaishi Japan                                       | Albert Schwartz USA                                              |
| 400 m frisim Detaljer...     | Buster Crabbe USA                                                     | Jean Taris Frankrike                                         | Tsutomu Oyokota Japan                                            |
| 1500 m frisim Detaljer...    | Kusuo Kitamura Japan                                                  | Shozo Makino Japan                                           | James Cristye USA                                                |
| 100 m ryggsim Detaljer...    | Masaji Kiyokawa Japan                                                 | Toshio Irie Japan                                            | Kentaro Kawatsu Japan                                            |
| 200 m bröstsim Detaljer...   | Yoshiyuki Tsuruta Japan                                               | Reizo Koike Japan                                            | Teófilo Yldefonso Filippinerna                                   |
| 4 x 200 m frisim Detaljer... | Japan Yasuji Miyazaki Hisakichi Toyoda Takashi Yokoyama Masanori Yusa | USA Frank Booth George Fissler Maiola Kalili Manuella Kalili | Ungern István Bárány László Szabados András Székely András Wanié |